# آندرانووری
آندرانووری (به لاتین: Andranovory) یک منطقهٔ مسکونی در ماداگاسکار است که در تولیارا دوم واقع شده‌است. آندرانووری ۳۱٬۰۰۰ نفر جمعیت دارد و ۴۷۴ متر بالاتر از سطح دریا واقع شده‌است.